# 江別市立大麻小学校
江別市立大麻小学校（えべつしりつおおあさしょうがっこう）とは、北海道江別市大麻宮町にある市立の小学校である。1901年（明治34年）2月18日設立。

## 概要
校地面積が広く、花壇・ビニールハウス・遊具施設等に活用されている。校舎は築40年以上経っているため、低学年校舎と高学年校舎の耐震工事が行われた。校区は公団をはじめ、集合住宅が多く、学校を取り巻く形で配置されている。また、大麻体育館、えぽあホール、北海道立図書館等のスポーツや文化施設が近くにある。
明治時代、屯田兵の授産農事として麻の栽培が奨励され、当時は「麻畑」という地名だったが、1935年（昭和10年）、地名が「大麻」に変更された。 麻と関係の深い土地のため、校章は「大」の字を5枚の麻の葉で現し、中央に「小」の字を書き、まわりは江別の頭文字でふちどられたデザインとなっている。

## 校区
大麻小学校の校区は以下の通りである。
- 大麻（対雁小学校、大麻東小学校、大麻西小学校、大麻泉小学校の通学区域を除く全域）
- 大麻桜木町（1番地-24番地、25番地の2-3、28番地-34番地）
- 大麻宮町
- 大麻中町
- 大麻沢町（2番地-12番地、27番地-31番地、507番地）
- 大麻元町（168番地-196番地）

## 教育目標等
2024年度（令和6年度）現在の教育目標等は以下の通りである。
- よく考え　実行力に富む　大麻の子ども
- よく考え　学習する子
- くじけず　やりぬく子
- 明るく　元気な子
- はげましあい　助け合う子

## 教育活動
特色のある教育活動として、以下のものが挙げられる。
一貫教育の取り組み
- 部活動見学
- 移動家庭学習展
- 出前授業
- 新入生説明会
- メモの習慣化
- ICT活用の系統表作成

地域一体型・学校顔づくり事業
- 各教科・総合的な学習の時間等における学校支援ボランティアの活用・拡大（体育の水泳学習・スキー学習の補助、実習や見学の補助等）
- PTAボランティア（図書室整備、読み聞かせ、ベルマーク集計、見守り、学級活動等）
- 積極的なボランティア活動（青少年赤十字社の活動やゴミ拾い活動等）への取り組み
- 習熟度別指導やTTによる学習指導の体制

## 児童数・学級数
| 学年   | 1年生 | 2年生 | 3年生 | 4年生 | 5年生 | 6年生 | 特別支援 | 計  |
| ------ | ----- | ----- | ----- | ----- | ----- | ----- | -------- | --- |
| 学級数 | 2     | 2     | 2     | 2     | 2     | 2     | 4        | 16  |
| 児童数 | 50    | 43    | 46    | 39    | 63    | 62    | 19       | 322 |

（2024年（令和6年）5月1日現在）

## 歴史
1901年（明治32年）に「麻畑簡易教育所」と称し、第4学年までの1学級複式校として開校し、1947年（昭和22年）に、現在の「大麻小学校」に改称した。1964年（昭和39年）より道営住宅地として造成が開始され、児童数が増加し、1969年（昭和44年）には 1,345名を数え、同年より大麻東小学校、大麻西小学校、文京台小学校と分離していった。平成に入り、児童数が減少し、現在は16学級（特別支援学級4学級含む）となっている。

### 沿革
学校の沿革は以下の通りである。
- 1901年（明治34年）02月 - 「麻畑簡易教育所」と称し、第4学年までの1学級複式校として開校式を挙行。
- 1908年（明治41年）04月 - 「尋常科5学年設置麻畑教育所」と改称、裁縫科を設置。
- 1909年（明治42年）04月 - 尋常科6学年を設置。
- 1916年（大正05年）04月 - 「札幌郡麻畑尋常小学校」と改称。
- 1926年（大正15年）07月 - 江別町麻畑青年訓練所を付設。
- 1941年（昭和16年）04月 - 「大麻国民学校」と改称。
- 1947年（昭和22年）04月 - 「大麻小学校」と改称。
- 1969年（昭和44年）11月 - 大麻東小学校分離。
- 1971年（昭和46年）12月 - 大麻西小学校分離。
- 1987年（昭和62年）03月 - 文京台小学校分離。
- 1997年（平成09年）07月 - 姉妹校の西グレシャム小学校と姉妹校提携調印。
- 2007年（平成19年）04月 - 特別支援学級開設。

## アクセス
大麻小学校の所在地及びアクセスは以下の通りである。
所在地
- 所在地：北海道江別市大麻宮町2
- 郵便番号：069-0855

アクセス
- JR北海道 函館本線 大麻駅 徒歩10分
- 道央自動車道 江別西ICより6分